# 明倫会
明倫会 (めいりんかい) は、1933年（昭和8年）5月16日に在郷軍人などを中心に結成された超国粋主義団体。
同時期には皇道会や三六倶楽部も結成されている。

## 綱領
一、大難局に直面し徒に袖手傍観するに忍びず、奮然蹶起し、明治天皇の御偉業を奉承恢弘し、聖恩の万一に酬い奉らん。
二、皇祖肇国の神勅を奉戴して天壌無窮のわが国体を尊重し、忠君愛国および献身奉公の至誠と道徳的観念との普及徹底を期す。
三、既成政党の積弊を打破して、天皇政治の確立、国家本位の政治の遂行を期す。
四、退嬰追従外交を排して自主と正義とを基調とする外交を断行し、もって国威の宣揚発展を図り、かつ大亜細亜主義の実現を目指す。
五、統帥大権の発動ならびに国際的軍備平等権を確保し、もって自主的国防の安固を期す。
六、根本的行政、財政および統制の整理を断行し、かつ産業の振興、中正なる経済政策の遂行ならびに民族の海外発展によって国力の充実および国民生活の安定を期す。

## 組織
- 総裁 田中国重 (陸軍大将)
- 理事 伊丹松雄 (陸軍中将)、二小石官太郎(陸軍中将)、東郷吉太郎(陸軍中将)、山田秀夫(伯爵)、堀口九万一(元全権公使)、清水清三郎(元全権公使)、大山卯次郎(法学博士)、石原広一郎(実業家)
- 統制部長 渡辺良三(陸軍中将)
- 政務部長 匝瑳胤次(海軍少将)
- 宣伝部長 二見甚郷(元公使)